# Антипов, Павел Фёдорович
Па́вел Фёдорович Анти́пов (19 ноября 1926, Шахново, Ленинградская губерния — 20 сентября 2021, Отрадное, Ленинградская область) — бригадир электромонтажников управления «Севэлектромонтаж» треста «Гидроэлектромонтаж» Министерства энергетики и электрификации СССР, Герой Социалистического Труда (1981).

## Биография
Родился 19 ноября 1926 года в деревне Шахново Ленинградской губернии (ныне — в Волховском районе Ленинградской области) в большой (семеро детей, Павел — старший) крестьянской семье.
Окончил начальную (4 класса) школу в своей деревне, 5-7 классы учился в школе, расположенной в 7 километрах от Шахново. Работать начал в 15 лет, в 1941 году — счетоводом в колхозе, заготовщиком дров для буксирных пароходов, а с 1943 года — судовым плотником на постройке барж. В 1946 году окончил ремесленное училище и устроился электромонтажником управления «Севэлектромонтаж» треста «Гидроэлектромонтаж», дойдя до должности бригадира электромонтажников. Принял участие в строительстве Куйбышевской ГЭС, Северной и Южной ТЭЦ. За заслуги в выполнении заданий плана восьмой пятилетки по развитию энергетики страны (1966—1970) в 1971 году награждён орденом Ленина.
Указом Президиума Верховного Совета СССР от 31 марта 1981 года «за выдающиеся производственные успехи, достигнутые в выполнении заданий десятой пятилетки и социалистических обязательств, и проявленную трудовую доблесть» удостоен звания Героя Социалистического Труда с вручением ордена Ленина и золотой медали «Серп и Молот».
В 1987 году вышел на заслуженный отдых.
Жил в городе Отрадное Кировского района Ленинградской области.
Почётный житель города Отрадное. Награждён 2 орденами Ленина (20.04.1971, 31.03.1981), медалями, в том числе «За трудовую доблесть» (14.02.1963).
Скончался на 95-м году жизни 20 сентября 2021 года в городе Отрадное Кировского района Ленинградской области.